# Cafeaua neagră
Cafeaua neagră este un roman din 1998 de autorul australian și expert în operă Charles Osborne bazat pe piesa omonimă de teatru din 1930 scrisă de Agatha Christie.
Romanul a fost publicat pentru prima dată în Marea Britanie de HarperCollins la 2 noiembrie 1998 și în Statele Unite de către St. Martin's Press la 31 decembrie 1998. Prezintă celebrul personaj literar al Agathei Christie, Hercule Poirot, un detectiv privat belgian din Londra.
Până la publicarea romanului în 1998, piesa pe care s-a bazat a fost una dintre cele mai puțin cunoscute piese scrise de Christie, mai ales că piesa originală a fost ecranizată de două ori cu șapte de decenii în urmă, în 1931 și 1932. Apariția romanului s-a dovedit un succes, astfel încât Osborne a adaptat alte două piese de teatru ale Agathei Christie; și anume romanele  The Unexpected Guest în 1999 și Spider's Web în 2000.

## Prezentare
Hercule Poirot și prietenul său Hastings sunt chemați să viziteze casa celebrului fizician Sir Claud Amory, care a elaborat formula unui nou tip de exploziv. Cei doi află că acesta a fost otrăvit (cu cafeaua sa neagră, de unde și titlul) în noaptea sosirii lor. Poirot se confruntă acum cu provocarea de a afla care dintre numeroșii oameni adunați la reședința Amory este ucigașul. El cercetează fiecare persoană care a fost prezentă în noaptea crimei. Apoi își încheie ancheta cu ajutorul unui vechi prieten din Scotland Yard. Unul dintre suspecți este nora decedatului, tânără și frumoasă Lucia, de origine italiană. Se pare că ucigașul este apropiatul lui Claude, mâna sa dreaptă, Edward Raynor, care este pândit de detectiv și de poliție.